# Copa Asiática de fútbol sala femenino 2025
La Copa Asiática de Futsal Femenino de la AFC 2025 fue la tercera edición de la Copa Asiática de Futsal Femenino de la AFC. El torneo se celebró entre el 6 y el 17 de mayo de 2025.
El torneo también determinó a las 3 selecciones que se clasificaron para la Copa Mundial femenina de fútbol sala de la FIFA 2025.

## Equipos participantes
El torneo lo juegan doce selecciones que jugaron una fase de clasificación en el mes de enero, las selecciones de China como organizador, Irán y Japón como finalistas del último torneo estaban clasificadas directamente para el torneo
| Equipos participantes | Equipos participantes | Equipos participantes | Equipos participantes | Equipos participantes |
| --------------------- | --------------------- | --------------------- | --------------------- | --------------------- |
| Australia             | China Taipéi          | Irán                  | Tailandia             |                       |
| Baréin                | PHL                   | Indonesia             | Uzbekistán            |                       |
| China                 | Hong Kong             | Japón                 | Vietnam               |                       |

## Formato
Los dos primeros de cada grupo pasan y los dos mejores terceros pasan a la fase final del torneo, compuesto por cuartos de final, semifinales y final. Los tres mejores equipos se clasifican para el Mundial de la FIFA.

## Resultados

### Grupo A
| Grupo A      | Pts | J | G | E | P | GF | GC | Dif |
| ------------ | --- | - | - | - | - | -- | -- | --- |
| China        | 9   | 3 | 3 | 0 | 0 | 11 | 5  | 6   |
| China Taipéi | 6   | 3 | 2 | 0 | 1 | 10 | 6  | 4   |
| Uzbekistán   | 3   | 3 | 1 | 0 | 2 | 5  | 10 | -5  |
| Australia    | 0   | 3 | 0 | 0 | 3 | 2  | 7  | -5  |

| 6 de mayo de 2025 | Uzbekistán    | 1:6 (1:3) | China Taipéi                                                                      | Hohhot Sports Centre, Hohhot                                        |                                                                     |
| 17:00 (UTC+8)     | Turdiboeva 3' | Reporte   | Su Hui-chi 4' 23' · Liu Chih-ling 16' · Chen Min-huang 20' · Liu Wen-ling 32' 34' | Asistencia: 286 espectadores Árbitro(s): Mari Yamamoto Nurul Atikah | Asistencia: 286 espectadores Árbitro(s): Mari Yamamoto Nurul Atikah |

| 6 de mayo de 2025 | China                                              | 3:1 (2:0) | Australia        | Hohhot Sports Centre, Hohhot                                      |                                                                   |
| 20:00 (UTC+8)     | Zhan Huimin 14' · Su Jiahong 17' · Zou Yinglan 37' | Reporte   | Karrys-Stahl 34' | Asistencia: 1 792 espectadores Árbitro(s): Hiruma Kumi Saito Kana | Asistencia: 1 792 espectadores Árbitro(s): Hiruma Kumi Saito Kana |

| 8 de mayo de 2025 | Australia      | 1:3 (1:1) | Uzbekistán                                  | Hohhot Sports Centre, Hohhot                                     |                                                                  |
| 17:00 (UTC+8)     | Arrowsmith 11' | Reporte   | Amirova 14' · Valikhanova 24' · Tosheva 28' | Asistencia: 195 espectadores Árbitro(s): Reem Hezam Najat Hassan | Asistencia: 195 espectadores Árbitro(s): Reem Hezam Najat Hassan |

| 8 de mayo de 2025 | China Taipéi                           | 3:5 (0:2) | China                                                                              | Hohhot Sports Centre, Hohhot                                                  |                                                                               |
| 20:00 (UTC+8)     | Chu Fang-Yi 25' · Liu Wen-Ling 37' 40' | Reporte   | Zhan Rui 5' · Cao Jiayi 13' · Chen Ya-Chun 32' · Liu Danping 36' · Zou Yinglan 38' | Asistencia: 1 749 espectadores Árbitro(s): Zahra Rahimi Nazemideylami Gelareh | Asistencia: 1 749 espectadores Árbitro(s): Zahra Rahimi Nazemideylami Gelareh |

| 10 de mayo de 2025 | China Taipéi      | 1:0 (0:0) | Australia | Hohhot Sports Centre, Hohhot                                    |                                                                 |
| 17:00 (UTC+8)      | Liu Chih-Ling 37' | Reporte   |           | Asistencia: 275 espectadores Árbitro(s): Maryam Salim Fathi Zar | Asistencia: 275 espectadores Árbitro(s): Maryam Salim Fathi Zar |

| 10 de mayo de 2025 | China                                | 3:1 (1:1) | Uzbekistán           | Hohhot Sports Centre, Hohhot                                          |                                                                       |
| 20:00 (UTC+8)      | Ke Yaoxiang 12' 37' · Zhan Zewen 32' | Reporte   | Madina Vokhidova 12' | Asistencia: 2 285 espectadores Árbitro(s): Nurul Atikah Mari Yamamoto | Asistencia: 2 285 espectadores Árbitro(s): Nurul Atikah Mari Yamamoto |

### Grupo B
| Grupo B   | Pts | J | G | E | P | GF | GC | Dif |
| --------- | --- | - | - | - | - | -- | -- | --- |
| Vietnam   | 7   | 3 | 2 | 1 | 0 | 8  | 3  | 5   |
| Irán      | 7   | 3 | 2 | 1 | 0 | 4  | 1  | 3   |
| Hong Kong | 3   | 3 | 1 | 0 | 2 | 11 | 11 | 0   |
| Filipinas | 0   | 3 | 0 | 0 | 3 | 3  | 11 | -8  |

| 7 de mayo de 2025 | Irán               | 1:0 (0:0) | Filipinas | Hohhot Sports Centre, Hohhot                                   |                                                                |
| 17:00 (UTC+8)     | Maral Torkaman 38' | Reporte   |           | Asistencia: 117 espectadores Árbitro(s): Liang Qingyun Zhu Xin | Asistencia: 117 espectadores Árbitro(s): Liang Qingyun Zhu Xin |

| 7 de mayo de 2025 | Vietnam                                                                | 5:3 (3:1) | Hong Kong                                         | Hohhot Sports Centre, Hohhot                                                 |                                                                              |
| 17:00 (UTC+8)     | Lê Thị Thanh Ngân 13' 32' · Trằn Thị Thu Xuân 20' · Trần Nguyệt Vi 31' | Reporte   | Poon Ka Ka 16' · Wu Choi Yiu 21' · So Hoi Lam 23' | Asistencia: 182 espectadores Árbitro(s): Panadda Khotsenaphattra Nour Chaito | Asistencia: 182 espectadores Árbitro(s): Panadda Khotsenaphattra Nour Chaito |

| 9 de mayo de 2025 | Filipinas | 0:3 (0:0) | Vietnam                                                                 | Hohhot Sports Centre, Hohhot                                                 |                                                                              |
| 11:00 (UTC+8)     |           | Reporte   | Trịnh Nguyễn Thanh Hằng · Trằn Thị Thu Xuân 33' · Lê Thị Thanh Ngân 40' | Asistencia: 280 espectadores Árbitro(s): Nour Chaito Panadda Khotsenaphattra | Asistencia: 280 espectadores Árbitro(s): Nour Chaito Panadda Khotsenaphattra |

| 9 de mayo de 2025 | Hong Kong        | 1:3 (1:1) | Irán                                     | Hohhot Sports Centre, Hohhot                                    |                                                                 |
| 17:00 (UTC+8)     | Moghimidarzi 12' | Reporte   | Elham Anafjeh 9' 37' · Mahtab Banaei 27' | Asistencia: 117 espectadores Árbitro(s): Saito Kana Hiruma Kumi | Asistencia: 117 espectadores Árbitro(s): Saito Kana Hiruma Kumi |

| 11 de mayo de 2025 | Hong Kong                                                                               | 7:3 (2:1) | Filipinas                                       | Hohhot Sports Centre, Hohhot                                        |                                                                     |
| 11:00 (UTC+8)      | So Hoi Lam 14' 34' · Kung Yuet Charis 17' 26' · Cheung Wai Ki 25' · Wu Choi Yiu 33' 35' | Reporte   | Tolentin 13' · Alisha Mendoza 33' · Bandoja 37' | Asistencia: 224 espectadores Árbitro(s): Mari Yamamoto Nurul Atikah | Asistencia: 224 espectadores Árbitro(s): Mari Yamamoto Nurul Atikah |

| 11 de mayo de 2025 | Irán | 0:0 (0:0) | Vietnam | Hohhot Sports Centre, Hohhot                                     |                                                                  |
| 17:00 (UTC+8)      |      | Reporte   |         | Asistencia: 216 espectadores Árbitro(s): Reem Hezam Najat Hassan | Asistencia: 216 espectadores Árbitro(s): Reem Hezam Najat Hassan |

### Grupo C
| Grupo C   | Pts | J | G | E | P | GF | GC | Dif |
| --------- | --- | - | - | - | - | -- | -- | --- |
| Tailandia | 7   | 3 | 2 | 1 | 0 | 7  | 1  | 6   |
| Japón     | 6   | 3 | 2 | 0 | 1 | 9  | 7  | 2   |
| Indonesia | 4   | 3 | 1 | 1 | 1 | 7  | 6  | 1   |
| Baréin    | 0   | 3 | 0 | 0 | 3 | 3  | 12 | -9  |

| 7 de mayo de 2025 | Tailandia                                                                              | 4:0 (1:0) | Baréin | Hohhot Sports Centre, Hohhot                                    |                                                                 |
| 14:00 (UTC+8)     | Sasikarn Tongdee 7' · Jenjira Bubpha 25' · Patitta Moolpho 26' · Darika Peanpailun 31' | Reporte   |        | Asistencia: 187 espectadores Árbitro(s): Fathi Zar Maryam Salim | Asistencia: 187 espectadores Árbitro(s): Fathi Zar Maryam Salim |

| 7 de mayo de 2025 | Japón                                                                      | 5:2 (4:0) | Indonesia                              | Hohhot Sports Centre, Hohhot                                               |                                                                            |
| 20:00 (UTC+8)     | Risa Ikadai 2' · Ryo Egawa 12' · Yukari Miyahara 13' 28' · Saki Yotsui 17' | Reporte   | Nene Inoue 28' · Dinar Kartikasary 29' | Asistencia: 275 espectadores Árbitro(s): Nazemideylami Gelareh Zahra Rahim | Asistencia: 275 espectadores Árbitro(s): Nazemideylami Gelareh Zahra Rahim |

| 9 de mayo de 2025 | Baréin                | 2:3 (0:3) | Japón                          | Hohhot Sports Centre, Hohhot                                     |                                                                  |
| 14:00 (UTC+8)     | Manar 31' · Hessa 36' | Reporte   | Ryo Egawa 6' · Saki Yotsui 11' | Asistencia: 234 espectadores Árbitro(s): Najat Hassan Reem Hezam | Asistencia: 234 espectadores Árbitro(s): Najat Hassan Reem Hezam |

| 9 de mayo de 2025 | Indonesia | 0:0 (0:0) | Tailandia | Hohhot Sports Centre, Hohhot                                   |                                                                |
| 20:00 (UTC+8)     |           | Reporte   |           | Asistencia: 228 espectadores Árbitro(s): Zhu Xin Liang Qingyun | Asistencia: 228 espectadores Árbitro(s): Zhu Xin Liang Qingyun |

| 11 de mayo de 2025 | Indonesia                                            | 5:1 (1:0) | Baréin    | Hohhot Sports Centre, Hohhot                                   |                                                                |
| 14:00 (UTC+8)      | Ikeu Rosita 2' 21' 34' · Fitri 30' · Salsabillah 37' | Reporte   | Amira 40' | Asistencia: 110 espectadores Árbitro(s): Liang Qingyun Zhu Xin | Asistencia: 110 espectadores Árbitro(s): Liang Qingyun Zhu Xin |

| 11 de mayo de 2025 | Tailandia                                            | 3:1 (1:0) | Japón        | Hohhot Sports Centre, Hohhot                                                |                                                                             |
| 20:00 (UTC+8)      | Darika Peanpailun 26' · Paerplou Huajaipetch 29' 33' | Reporte   | Amishiro 26' | Asistencia: 414 espectadores Árbitro(s): Nazemideylami Gelareh Zahra Rahimi | Asistencia: 414 espectadores Árbitro(s): Nazemideylami Gelareh Zahra Rahimi |

### Mejores terceros
Los dos mejores de los terceros se clasifican para los cuartos de final.
| N.º | Equipo     | Gr | Pts | J | G | E | P | GF | GC | Dif |
| --- | ---------- | -- | --- | - | - | - | - | -- | -- | --- |
| 1.  | Indonesia  | C  | 4   | 3 | 1 | 1 | 1 | 7  | 6  | 1   |
| 2.  | Hong Kong  | B  | 3   | 3 | 1 | 0 | 2 | 11 | 11 | 0   |
| 3.  | Uzbekistán | A  | 3   | 3 | 1 | 0 | 2 | 5  | 10 | -5  |

## Fase final

### Cuadro de desarrollo
|  | Cuartos de final | Cuartos de final |            |       | Semifinal  | Semifinal  |       |               | Final         | Final      |  |
|  | 13 de mayo       | 13 de mayo       |            |       | 15 de mayo | 15 de mayo |       |               | 17 de mayo    | 17 de mayo |  |
|  |                  |                  |            |       |            |            |       |               |               |            |  |
|  |                  |                  |            |       |            |            |       |               |               |            |  |
|  | China            | 6                |            |       |            |            |       |               |               |            |  |
|  | China            | 6                |            |       |            |            |       |               |               |            |  |
|  | Indonesia        | 0                |            |       |            |            |       |               |               |            |  |
|  | Indonesia        | 0                |            | China | 2          |            |       |               |               |            |  |
|  |                  |                  |            | China | 2          |            |       |               |               |            |  |
|  |                  |                  | Tailandia  | 3     |            |            |       |               |               |            |  |
|  | Tailandia        | 5                | Tailandia  | 3     |            |            |       |               |               |            |  |
|  | Tailandia        | 5                |            |       |            |            |       |               |               |            |  |
|  | Hong Kong        | 2                |            |       |            |            |       |               |               |            |  |
|  | Hong Kong        | 2                |            |       |            |            |       | Tailandia     | 3 (2)         |            |  |
|  |                  |                  |            |       |            |            |       | Tailandia     | 3 (2)         |            |  |
|  |                  |                  | Japón (p.) | 3 (3) |            |            |       |               |               |            |  |
|  | Vietnam          | 0                | Japón (p.) | 3 (3) |            |            |       |               |               |            |  |
|  | Vietnam          | 0                |            |       |            |            |       |               |               |            |  |
|  | Japón            | 2                |            |       |            |            |       |               |               |            |  |
|  | Japón            | 2                |            | Japón | 3          |            |       | Tercer puesto | Tercer puesto |            |  |
|  |                  |                  |            | Japón | 3          |            |       | Tercer puesto | Tercer puesto |            |  |
|  |                  |                  | Irán       | 2     |            |            |       |               |               |            |  |
|  | China Taipéi     | 1                | Irán       | 2     |            |            | China | 1             |               |            |  |
|  | China Taipéi     | 1                |            |       |            |            | China | 1             |               |            |  |
|  | Irán (t.s.)      | 3                |            |       |            |            |       |               | Irán          | 3          |  |
|  | Irán (t.s.)      | 3                |            |       |            |            |       |               | Irán          | 3          |  |
|  |                  |                  |            |       |            |            |       |               |               |            |  |